# Карліно (гміна)
Гміна Карліно (пол. Gmina Karlino) — місько-сільська гміна у північно-західній Польщі. Належить до Білоґардського повіту Західнопоморського воєводства.
Станом на 31 грудня 2011 у гміні проживало 9405 осіб.

## Територія
Згідно з даними за 2007 рік площа гміни становила 141.02 км², у тому числі:
- орні землі: 78.00%
- ліси: 15.00%

Таким чином, площа гміни становить 16.68% площі повіту.

## Населення
Станом на 31 грудня 2011:
| Опис     | Загалом | Загалом | Чоловіки | Чоловіки | Жінки | Жінки |
| -------- | ------- | ------- | -------- | -------- | ----- | ----- |
| одиниця  | осіб    | %       | осіб     | %        | осіб  | %     |
| все      | 9405    | 100     | 4690     | 49.87    | 4715  | 50.13 |
| міське   | 6027    | 100     | 2966     | 49.21    | 3061  | 50.79 |
| сільське | 3378    | 100     | 1724     | 51.04    | 1654  | 48.96 |

## Сусідні гміни
Гміна Карліно межує з такими гмінами: Бендзіно, Бесекеж, Білоґард, Ґосьцино, Диґово, Славобоже.